# Мгебров, Владимир Авельевич
Влади́мир Аве́льевич Мге́бров (Мгебришвили) (груз. ვლადიმირ აბელის ძე მღებრიშვილი) (1886 — 21 августа [4 сентября] 1915) — русский офицер, изобретатель и конструктор оружия и бронетехники. Штабс-капитан (1915).
Автор ряда весьма прогрессивных для своего времени проектов бронеавтомобилей, получивших впоследствии его имя — Мгебров-Рено, Мгебров-Уайт и других, на которых одним из первых в мире применил рациональное бронирование. Все машины Мгеброва использовались в боях Первой мировой и гражданской войн. Находясь в действующей армии, смертельно ранен в ходе контратаки русских войск 21 августа 1915 года.

## Биография
Сведения о биографии Владимира Авельевича Мгеброва крайне скупы. Его отец, Авель (Авессалом) Иванович Мгебров (груз. აბელ (აბესალომ) ივანეს ძე მღებრიშვილი) (20 декабря 1845 — после 1921) — потомственный военный грузинского происхождения, по другим данным армянского происхождения, генерал-лейтенант, занимал пост начальника отделения в управлении Военных сообщений при Военном Министерстве, а затем — генерала для особых поручений при Главном Военно-Техническом Управлении (ГВТУ) Российской Императорской армии. Брат, Александр Авельевич Мгебров (14 марта 1884 — 11 июня 1966), впоследствии — театральный режиссёр, актёр.
Сам же Владимир Мгебров родился в 1886 году в Москве.
Служил в Учебной автомобильной роте, во главе двух взводов которой 12 декабря 1911 года был направлен в Персию, где выполнял задачи по перевозке грузов и несению связи в условиях, максимально приближённых к боевым.
К началу Первой мировой войны (июнь 1914 года) проходил службу в Учебной автомобильной роте, вскоре переформированной в Военную автошколу. Впоследствии переведён в 1-ю запасную автомобильную роту.
В 1915 году Мгебров по собственной инициативе разработал ряд проектов бронеавтомобилей, отличавшихся крайним новаторством. В частности, Мгебров был одним из первых конструкторов бронетехники в мире, предложивших использование рационального бронирования (установку бронелистов под большими углами наклона) для повышения пулестойкости корпуса. В общей сложности в 1915—1916 годах по проектам Мгеброва было забронировано около 20 машин, активно применявшихся в боях Первой мировой и Гражданской войн.
Помимо разработки бронеавтомобилей, Мгебров проводил успешные работы по созданию пуленепробиваемых стёкол для смотровых приборов бронеавтомобилей и ружейных гранат, которые он предполагал использовать для борьбы с бронетехникой противника. 21 августа 1915 года Владимир Мгебров присутствовал при фронтовых испытаниях своих ружейных гранат. Неожиданная атака неприятеля застала части русской армии врасплох и вынудила их к отступлению. Штабс-капитан Мгебров возглавил контратаку, в ходе которой положение на данном участке фронта было восстановлено, однако сам он получил тяжёлые ранения. Скончался в тот же день.

## Награды
Высочайшим приказом от 13 октября 1915 года посмертно награждён орденом Святого Георгия IV степени (фонд 409, опись 1; послужной список 127—251, 1914 год).

## Известные проекты
- Мгебров-Рено — лёгкий бронеавтомобиль, построено 12 экземпляров;
- Мгебров-Уайт — тяжёлый бронеавтомобиль, построен 1 экземпляр;
- Мгебров-Изотта-Фраскини — лёгкий бронеавтомобиль, построен 1 экземпляр;
- Мгебров-Пирс-Арроу — лёгкий бронеавтомобиль, построен 1 экземпляр.

А также ещё ряд машин.